# الطور (مصر)
الطور مدينة مصرية وهي عاصمة محافظة جنوب سيناء وتقع على بعد 265 كيلومتر من نفق الشهيد أحمد حمدي على خليج السويس، من المدن ذات الشهرة التاريخية العظيمة ويوجد بها مناطق حمام موسى ورأس رايه. وتقع بقرب جبل موسى.

## التاريخ
طور سيناء أقدم مدينة في مدن محافظة جنوب سيناء وهي مدينة ساحلية يرجع تاريخها إلى أقدم العصور. وشهدت العديد من أشكال التطور على مدى التاريخ المختلف، ويدل على ذلك الآثار الموجودة في قرية الوادي، والتي يرجح أنها ترجع إلى العصر الفرعوني، وهناك أيضا الآثار الإسلامية الموجودة في منطقة الكيلاني بطور سيناء، وهي عبارة عن ميناء إسلامي، فمدينة الطور خلال العصر المملوكي كانت الميناء الرئيسي لمصر على البحر الأحمر، وكان ميناء السويس ميناء عسكري فقط، ثم تحولت التجارة من ميناء الطور إلى ميناء السويس خلال العصر العثماني، واستمرت حتى الآن. وتشتهر بالآثار التاريخية للعصر المملوكي والتي كشفت عنها حفريات هيئة الآثار بالتعاون مع البعثة اليابانية بطور سيناء وقد كشفت عن ميناء الطور التجاري القديم وبعض العملات من عصر محمد علي.

## التعليم
يوجد بالمدينة مدارس تتبع وزارة التربية والتعليم من جميع التخصصات فنية وعامة ولغات وتجريبية ولا سيما وجود الأزهر الشريف ومعاهده العامة والنموذجية.

## المعالم الطبيعية والسياحية
تعتبر مدينة الطور من أشهر المدن السياحية في سيناء وذلك لما تحويه تلك المنطقة من العديد من الآثار مسيحية كانت أو إسلامية وكذلك آثار من العصر الحديث. فيوجد بها دير الطور القديم ويوجد به كنيسة باسم القديس جاود جيوش. وكذلك يوجد بها جامع قلعة، وقد وجد الباحثون في جولات بحثهم في المدينة العديد من أصناف النقود الفضية والنحاسية والتي ترجع لعهد الرومان والبيزنطيين. وتتمتع مدينة الطور بجو مستقر طوال العام وبها مصادر مياه نقية من الآبار الإرتوازية وهذا ما يجعلها مميزة عن كل مدن المحافظة النادر فيها وجود الماء العذب الصالح للشرب وفي عام 1858 أسس سعيد باشا الحجر الصحي للحجاج بمدينة الطور .

### حمام موسى
وأيضا حمام موسى من معالم السياحية في مدينة طور سيناء:
يقع شمال مدينة طور سيناء بنحو ثلاثة كيلو متر، وتتدفق مياه الحمام من خمس عيون تصب في حمام على شكل حوض مُحاط بمبنى من الدبش، وتستخدم هذه المياه الكبريتية الساخنة (37 درجة مئوية) في شفاء العديد من أمراض الروماتيزم والأمراض الجلدية وأمراض العظام، وقد تم تطوير الحمام والمنطقة المحيطة به لاستغلاله سياحياً فبعد أن تولته شركة استثمارية اهتمت به وبنت حوله حمامات السباحة مننفس الماء، وحوله بعض الخيام للراحة، وقامت بإضاءته، كان الدخول فيه مجاناً من قبل وأما الآن فأصبح برسوم رمزية (بـ 5 جنيه (وهذه القبة يوجد بداخلها حمام موسى وعند مشاهدته من الداخل ستجد أن الماء يندفع بقوة من الأرض، والماء غير صالح للشرب، لأنه يحتوي على نسبة منخفضة من عنصر الكبريت. أخذت الشركة المستثمرة لهذا المكان بعض القنوات خارج القبة كي تبني حمامات سباحة للأطفال، طبعا الجميع يدخل هذه المياه، ويوجد وقت مخصص للرجال وآخر مخصص للنساء وزيارة مكان تربية النعام. وفي مدينة طور سيناء على شاطئ القمر توجد قرية موسى باي السياحة.

## المكانة الدينية
تمتع منطقة طور سيناء بمكانة دينية وروحانية كبيرة فقد ورد ذكرها في القرآن الكريم فقد كلم الله عز وجل عليه موسى، كما قال الله سبحانه وتعالى في القرآن الكريم : "﴿وَشَجَرَةً تَخْرُجُ مِنْ طُورِ سَيْنَاءَ تَنْبُتُ بِالدُّهْنِ وَصِبْغٍ لِلْآكِلِينَ ۝٢٠﴾ [المؤمنون:20]"
كذلك يوجد بها عيون موسى وهو مكان يتمتع بطبيعة ساحرة حيث الجبال والخضرة وعيون الماء التي تحتوى على مواد كبريتية مفيدة جدا للجلد والعظام حيث تستخدم عيون موسى كمشفى لكثير ممكن يعانون آلام المفاصل حيث المياة الكبريتية الدافئة التي تتدفق من عين بالجبل.
"﴿وَطُورِ سِينِينَ ۝٢ وَهَذَا الْبَلَدِ الْأَمِينِ ۝٣﴾ [التين:2–3]"

## المناخ
| البيانات المناخية لـطور سيناء      | البيانات المناخية لـطور سيناء | البيانات المناخية لـطور سيناء | البيانات المناخية لـطور سيناء | البيانات المناخية لـطور سيناء | البيانات المناخية لـطور سيناء | البيانات المناخية لـطور سيناء | البيانات المناخية لـطور سيناء | البيانات المناخية لـطور سيناء | البيانات المناخية لـطور سيناء | البيانات المناخية لـطور سيناء | البيانات المناخية لـطور سيناء | البيانات المناخية لـطور سيناء | البيانات المناخية لـطور سيناء |
| الشهر                              | يناير                         | فبراير                        | مارس                          | أبريل                         | مايو                          | يونيو                         | يوليو                         | أغسطس                         | سبتمبر                        | أكتوبر                        | نوفمبر                        | ديسمبر                        | المعدل السنوي                 |
| ---------------------------------- | ----------------------------- | ----------------------------- | ----------------------------- | ----------------------------- | ----------------------------- | ----------------------------- | ----------------------------- | ----------------------------- | ----------------------------- | ----------------------------- | ----------------------------- | ----------------------------- | ----------------------------- |
| الدرجة القصوى °م (°ف)              | 28.8 (83.8)                   | 29.7 (85.5)                   | 35.9 (96.6)                   | 38.9 (102.0)                  | 42.6 (108.7)                  | 42.4 (108.3)                  | 42.5 (108.5)                  | 40.5 (104.9)                  | 38.2 (100.8)                  | 35.6 (96.1)                   | 31.7 (89.1)                   | 28.7 (83.7)                   | 42.6 (108.7)                  |
| متوسط درجة الحرارة الكبرى °م (°ف)  | 20.9 (69.6)                   | 21.9 (71.4)                   | 24.2 (75.6)                   | 28.0 (82.4)                   | 31.0 (87.8)                   | 32.3 (90.1)                   | 33.2 (91.8)                   | 33.3 (91.9)                   | 31.0 (87.8)                   | 28.2 (82.8)                   | 25.3 (77.5)                   | 22.3 (72.1)                   | 27.6 (81.7)                   |
| المتوسط اليومي °م (°ف)             | 16.1 (61.0)                   | 17.0 (62.6)                   | 19.9 (67.8)                   | 23.4 (74.1)                   | 26.2 (79.2)                   | 27.9 (82.2)                   | 28.9 (84.0)                   | 29.1 (84.4)                   | 27.6 (81.7)                   | 24.5 (76.1)                   | 20.7 (69.3)                   | 17.4 (63.3)                   | 23.2 (73.8)                   |
| متوسط درجة الحرارة الصغرى °م (°ف)  | 9.5 (49.1)                    | 10.2 (50.4)                   | 13.5 (56.3)                   | 17.2 (63.0)                   | 20.3 (68.5)                   | 23.1 (73.6)                   | 24.0 (75.2)                   | 24.8 (76.6)                   | 23.2 (73.8)                   | 19.1 (66.4)                   | 14.4 (57.9)                   | 11.4 (52.5)                   | 17.6 (63.7)                   |
| أدنى درجة حرارة °م (°ف)            | 2.6 (36.7)                    | 4.2 (39.6)                    | 5.6 (42.1)                    | 8.8 (47.8)                    | 13.2 (55.8)                   | 18.4 (65.1)                   | 20.3 (68.5)                   | 20.7 (69.3)                   | 17.2 (63.0)                   | 10.5 (50.9)                   | 7.0 (44.6)                    | 5.8 (42.4)                    | 2.6 (36.7)                    |
| الهطول مم (إنش)                    | 0 (0)                         | 0 (0)                         | 0 (0)                         | 0 (0)                         | 0 (0)                         | 0 (0)                         | 0 (0)                         | 0 (0)                         | 0 (0)                         | 1 (0.0)                       | 1 (0.0)                       | 5 (0.2)                       | 7 (0.3)                       |
| متوسط أيام هطول الأمطار (≥ 1.0 mm) | 0                             | 0                             | 0                             | 0                             | 0                             | 0                             | 0                             | 0                             | 0                             | 0                             | 0                             | 0.1                           | 0.1                           |
| متوسط الرطوبة النسبية (%)          | 53                            | 51                            | 53                            | 55                            | 56                            | 57                            | 59                            | 63                            | 66                            | 61                            | 58                            | 55                            | 57.2                          |
| المصدر #1: NOAA                    |                               |                               |                               |                               |                               |                               |                               |                               |                               |                               |                               |                               |                               |
| المصدر #2: Climate Charts          |                               |                               |                               |                               |                               |                               |                               |                               |                               |                               |                               |                               |                               |

## النقل والمواصلات

### ميناء الطور الجوي
يوجد بمدينة طور سيناء مطار تم إنشاؤه في عام 1967 وذلك بغرض استقبال الحجاج وهو حالياً من المطارات الداخلية ويوجد بها ميناء بحري صغير.
ويوجد بها مستشفى حديثة مدعمة بكل الأجهزة الطبية الحديثة.

## معرض صور

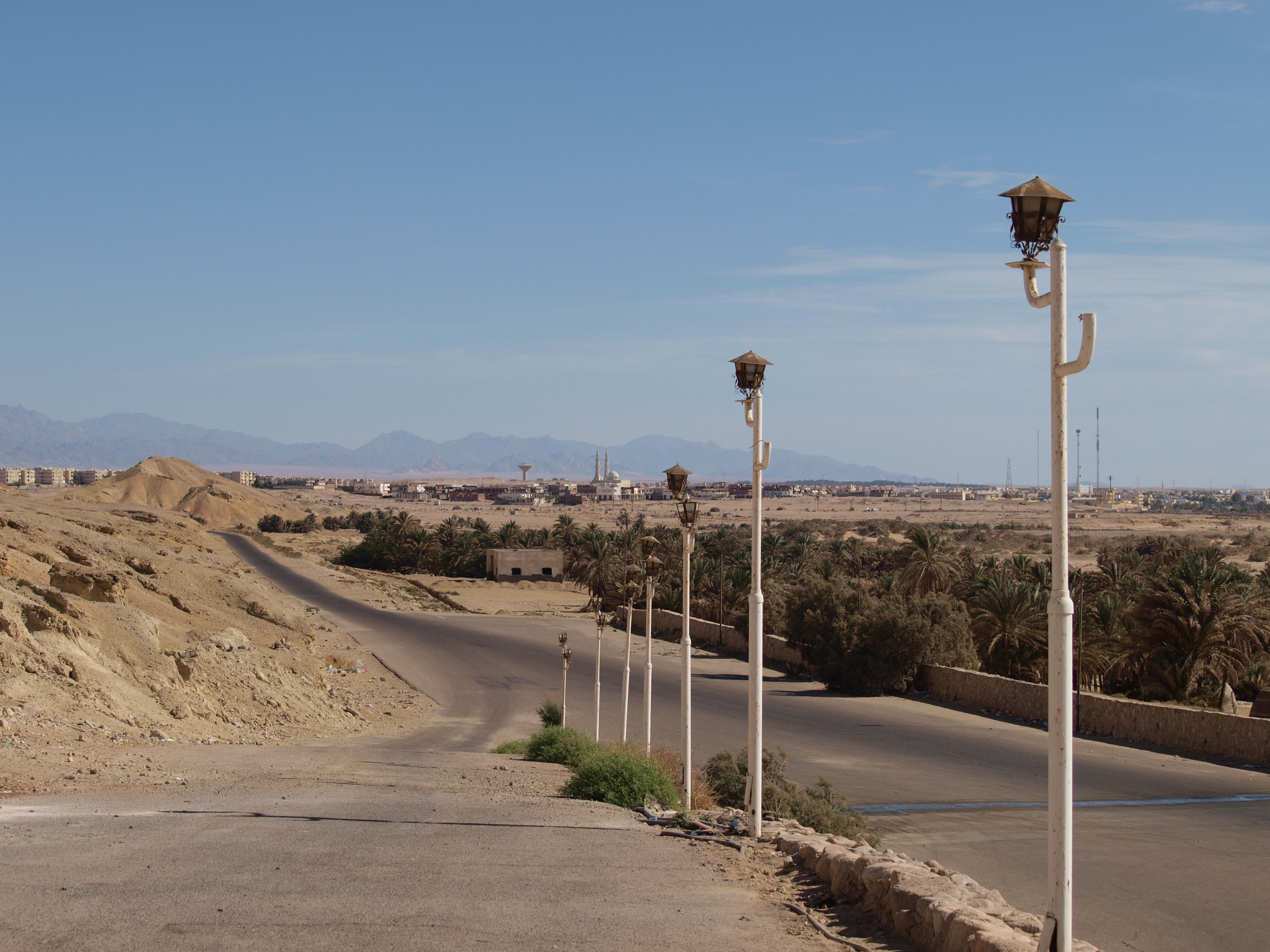
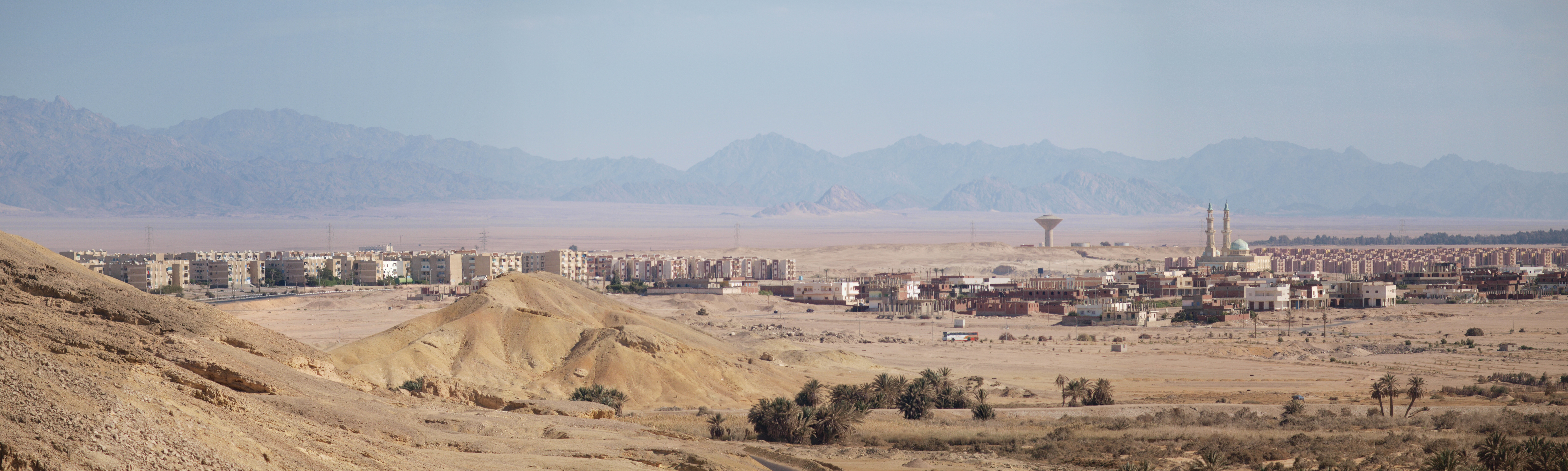
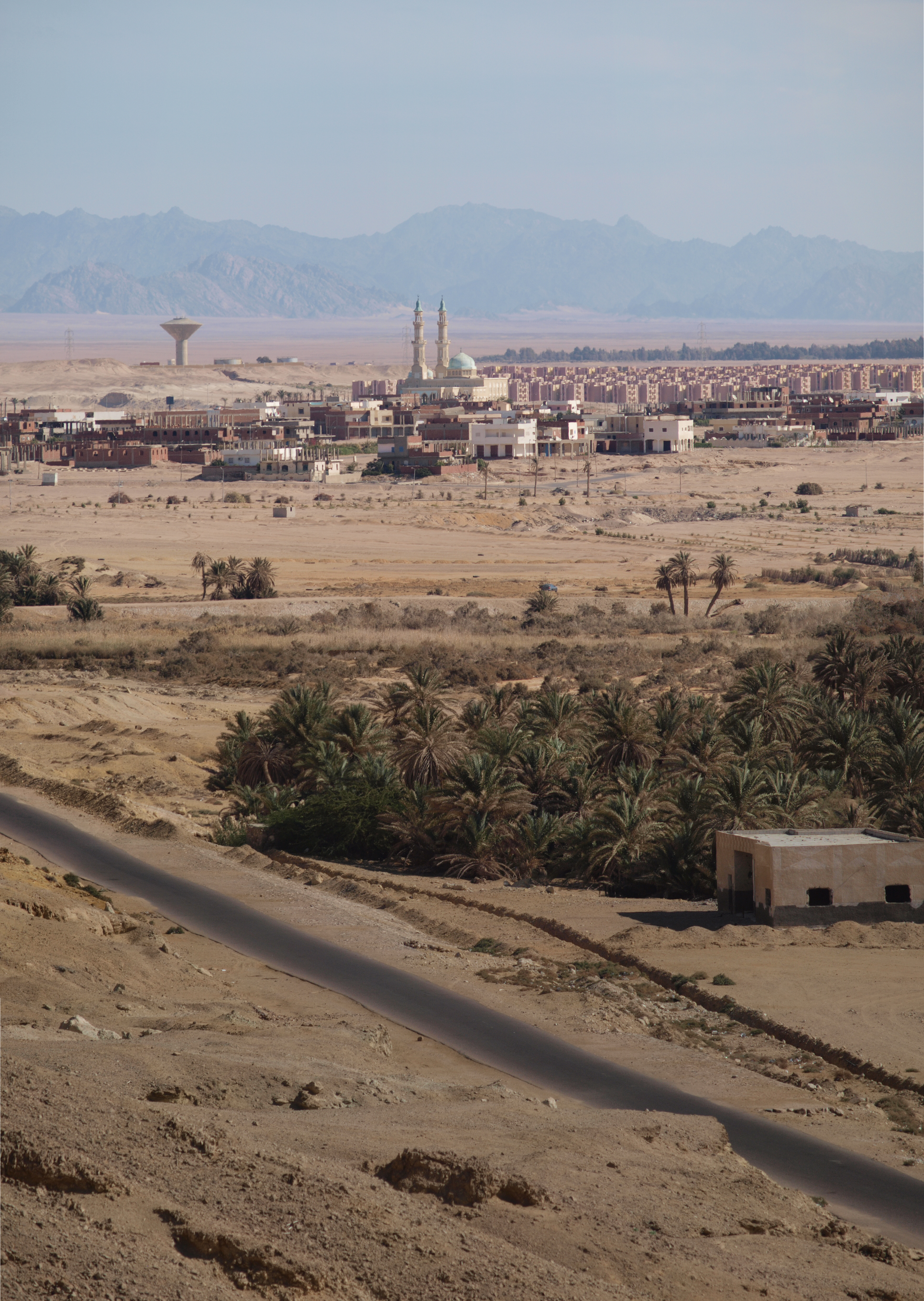
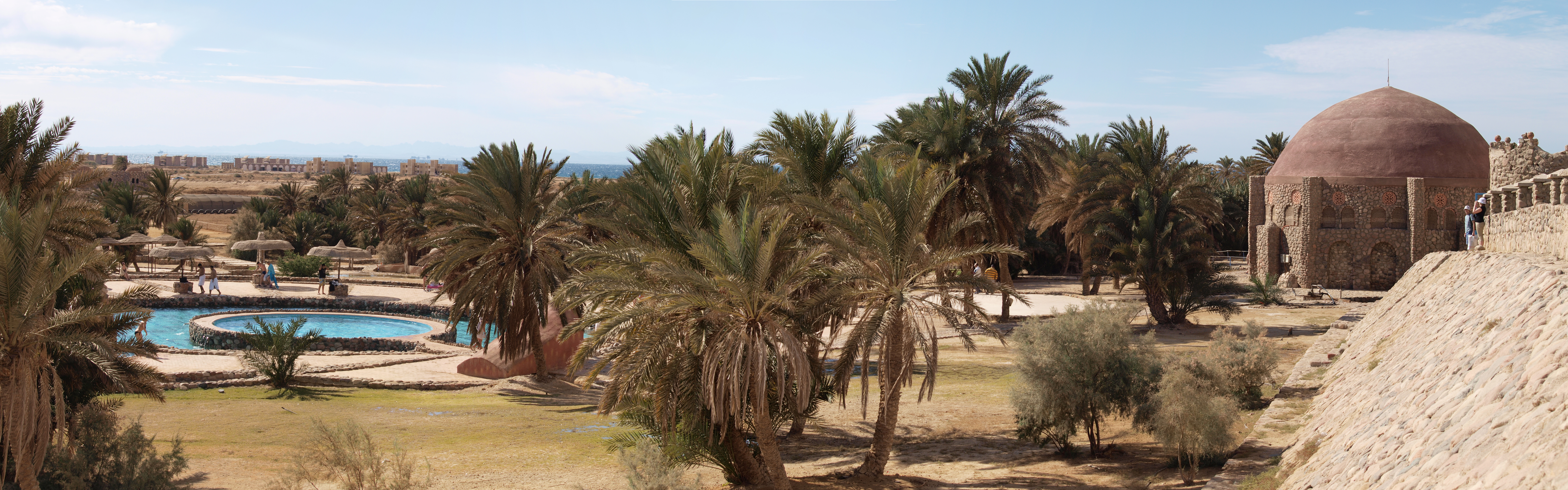
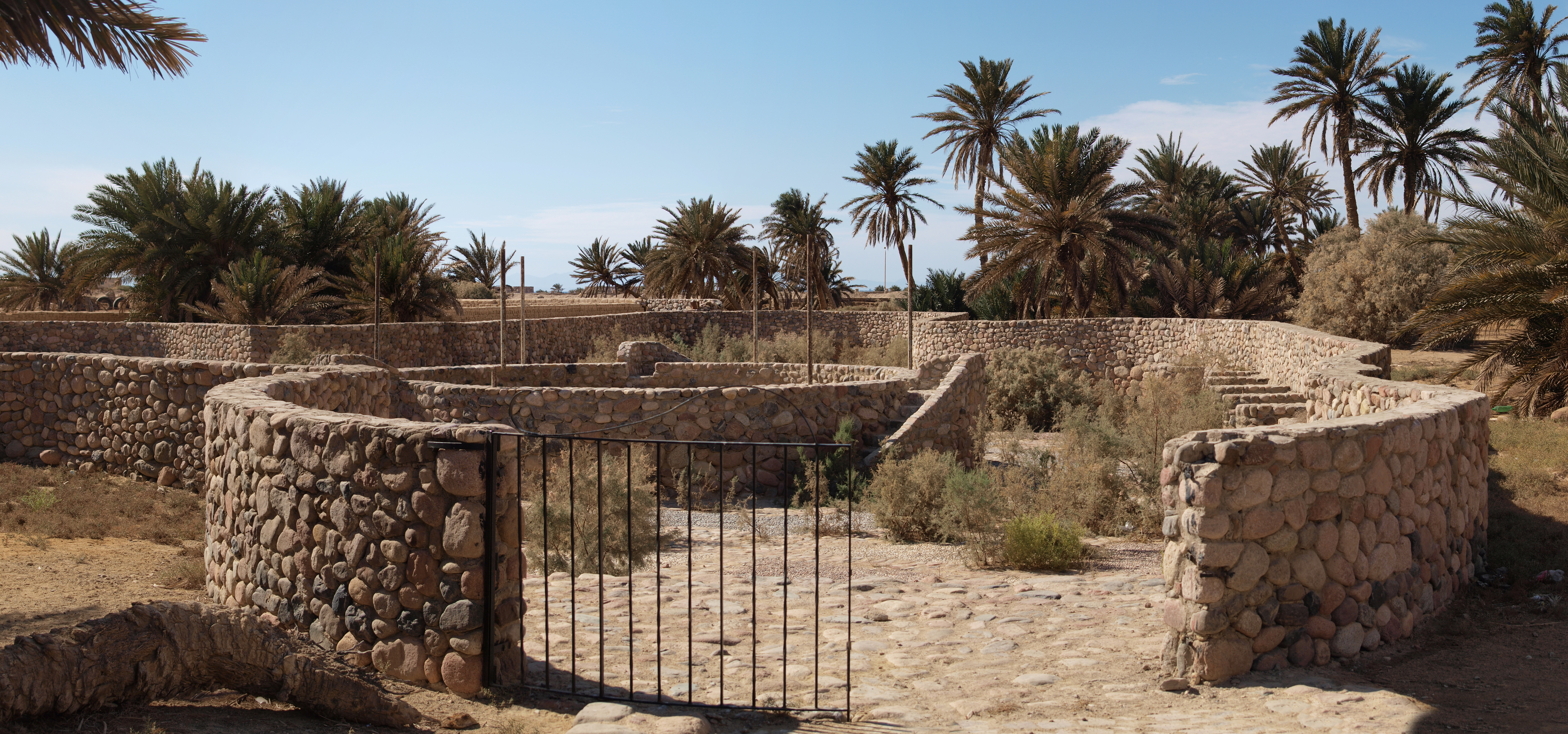
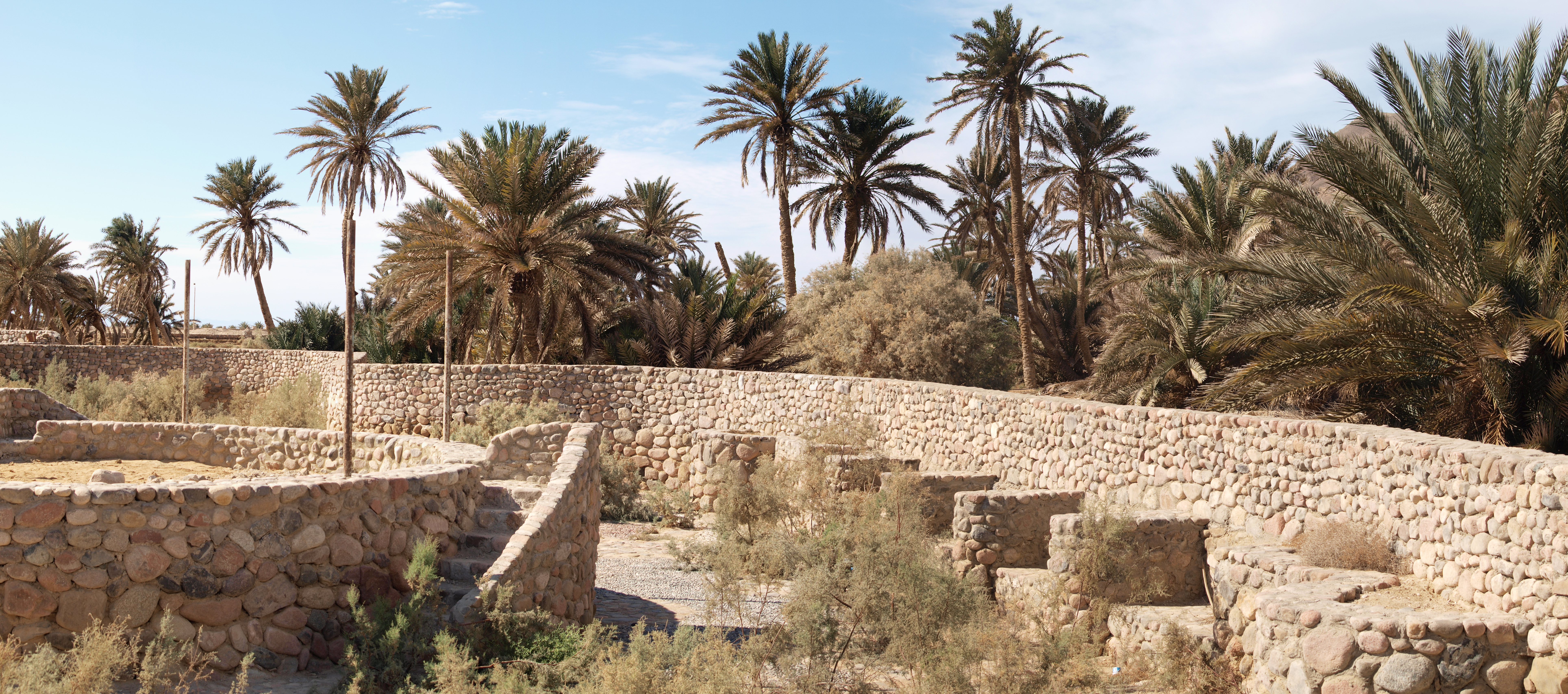
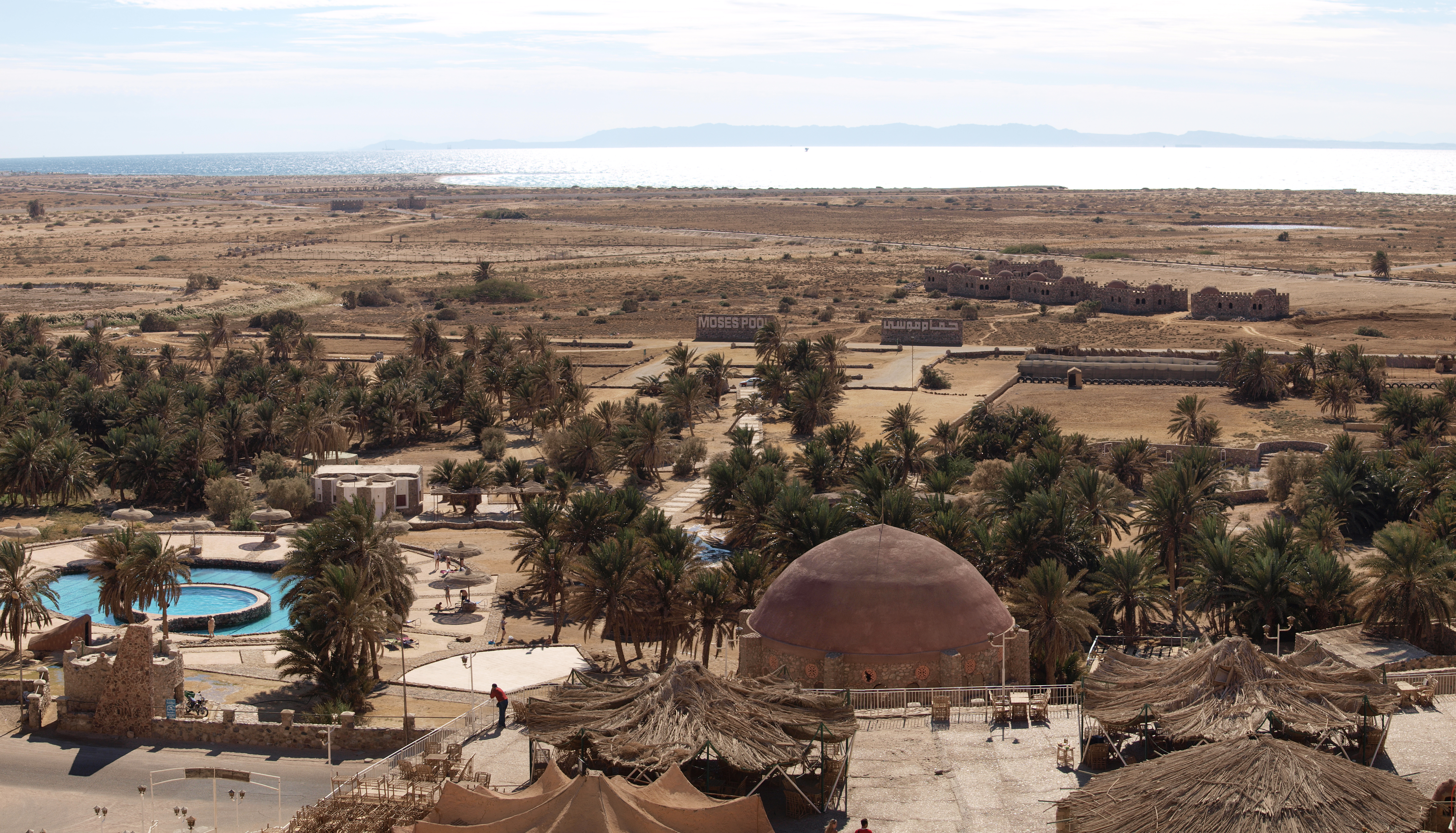
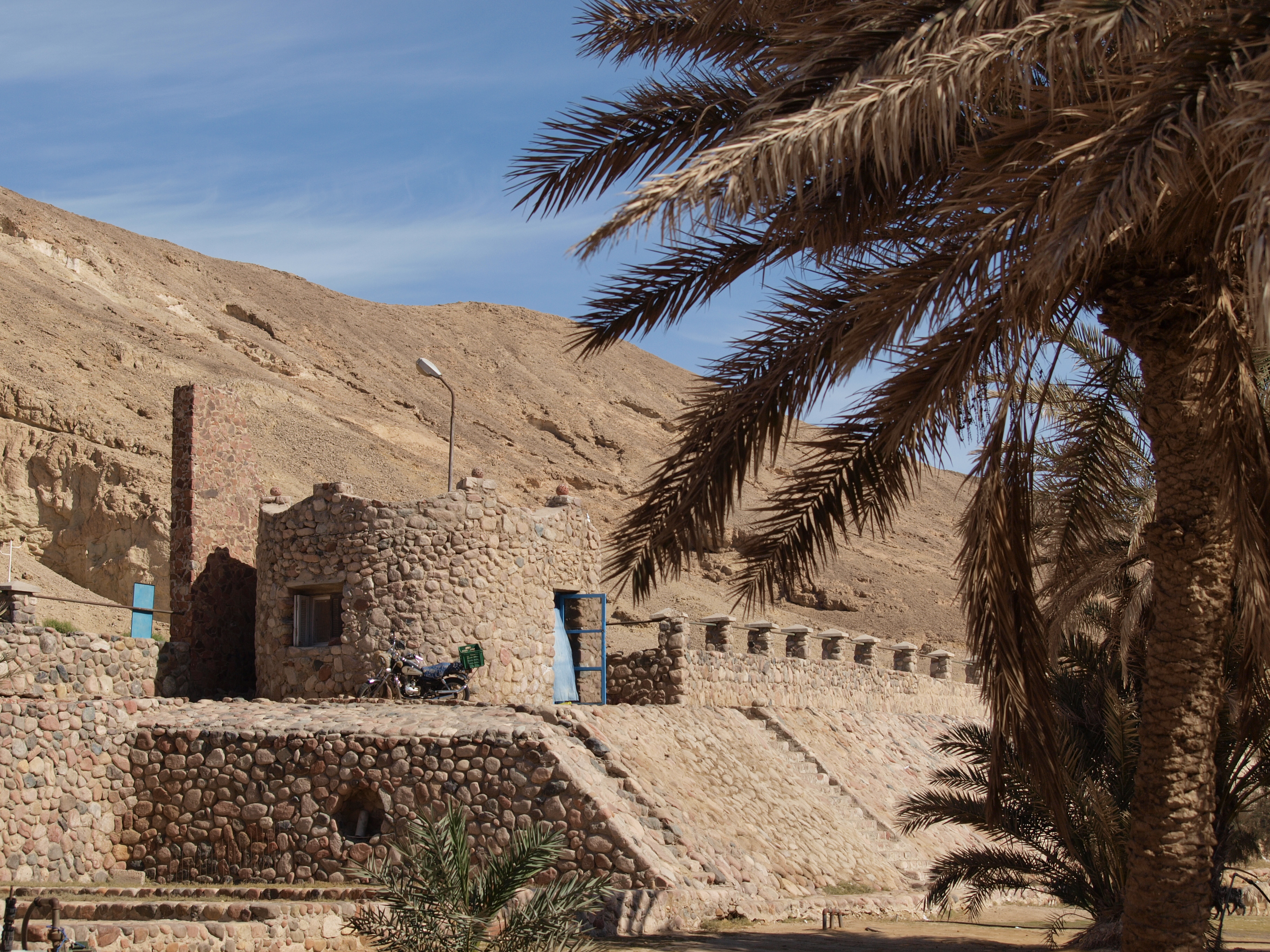
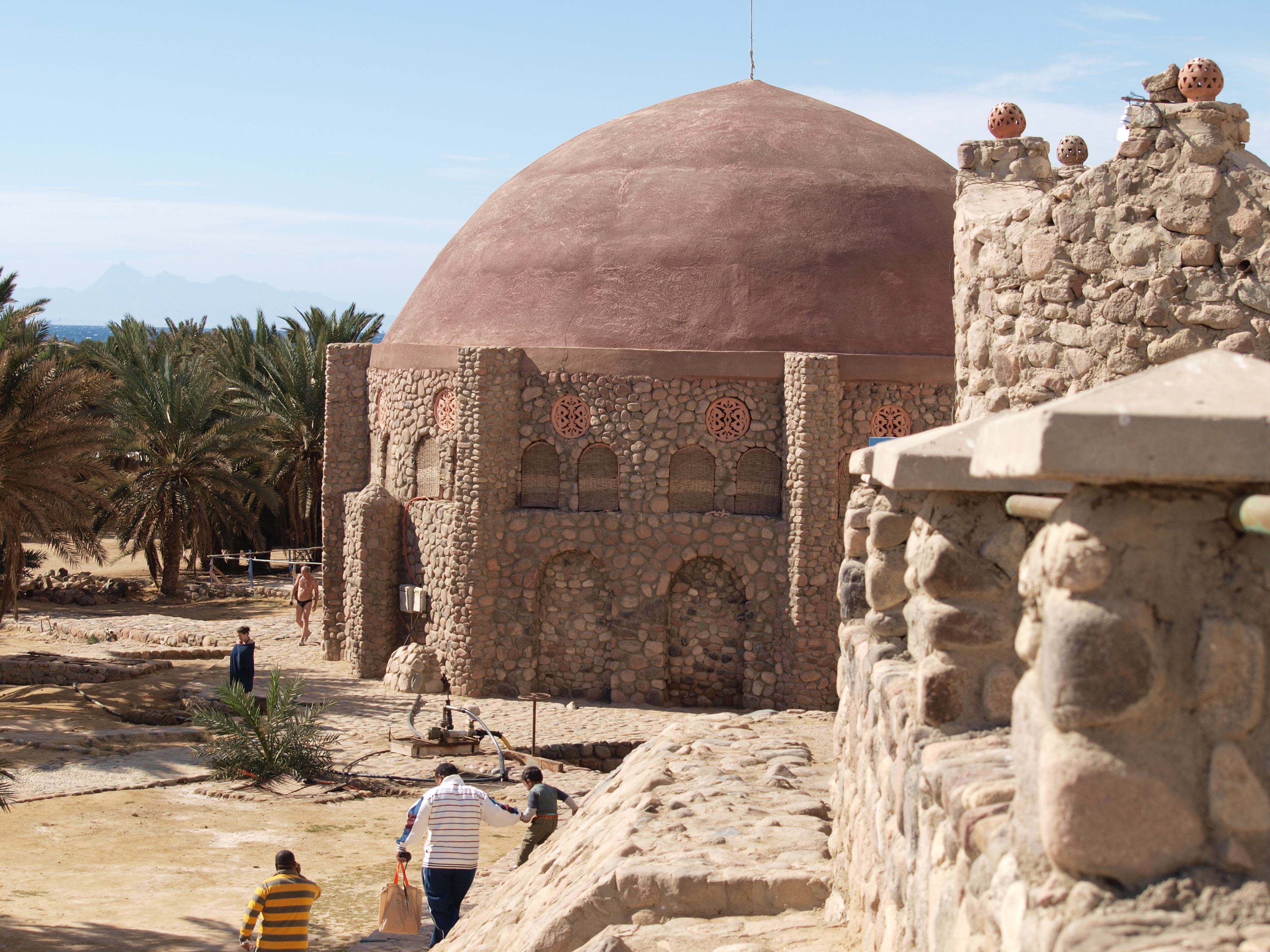
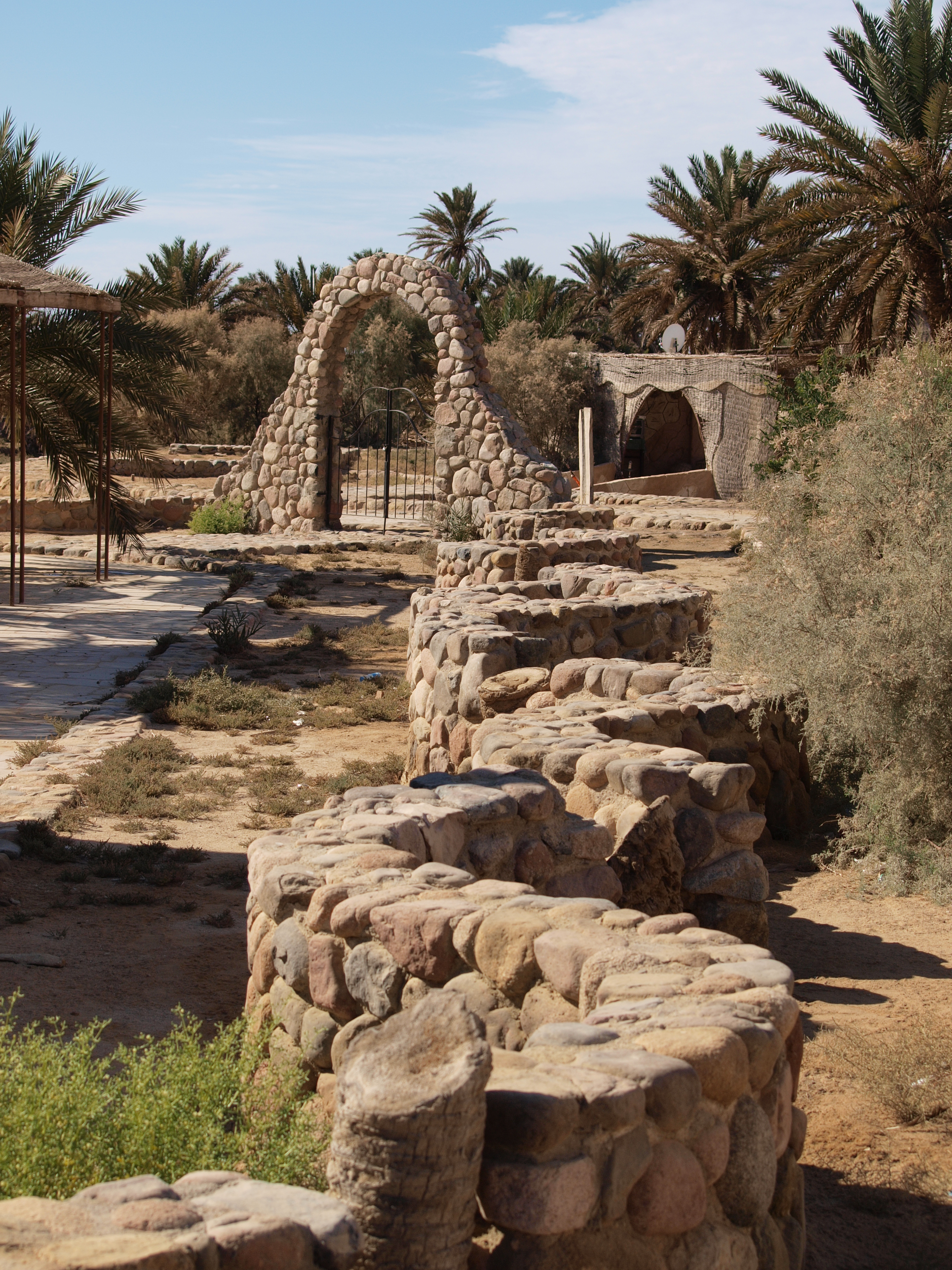
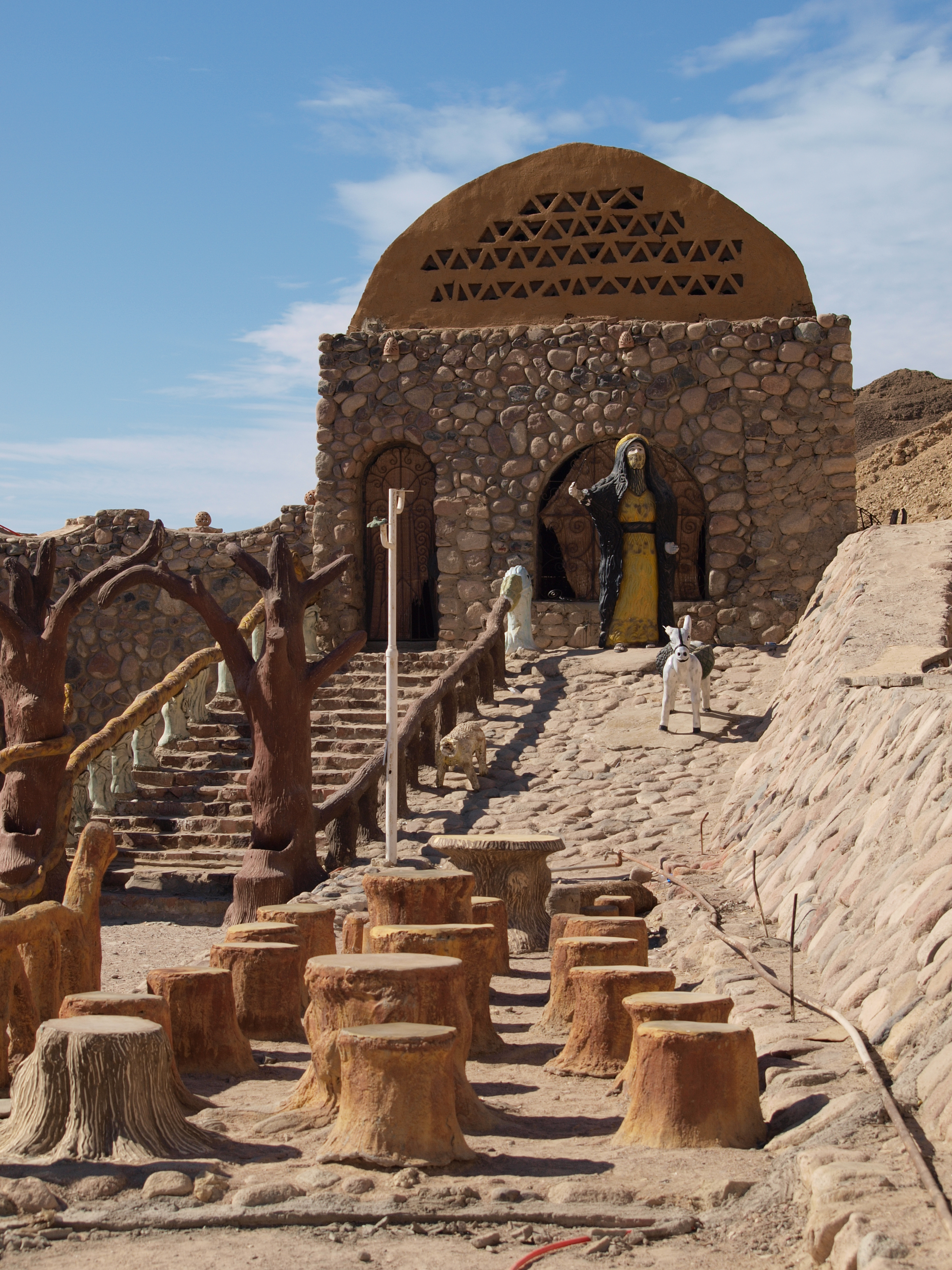
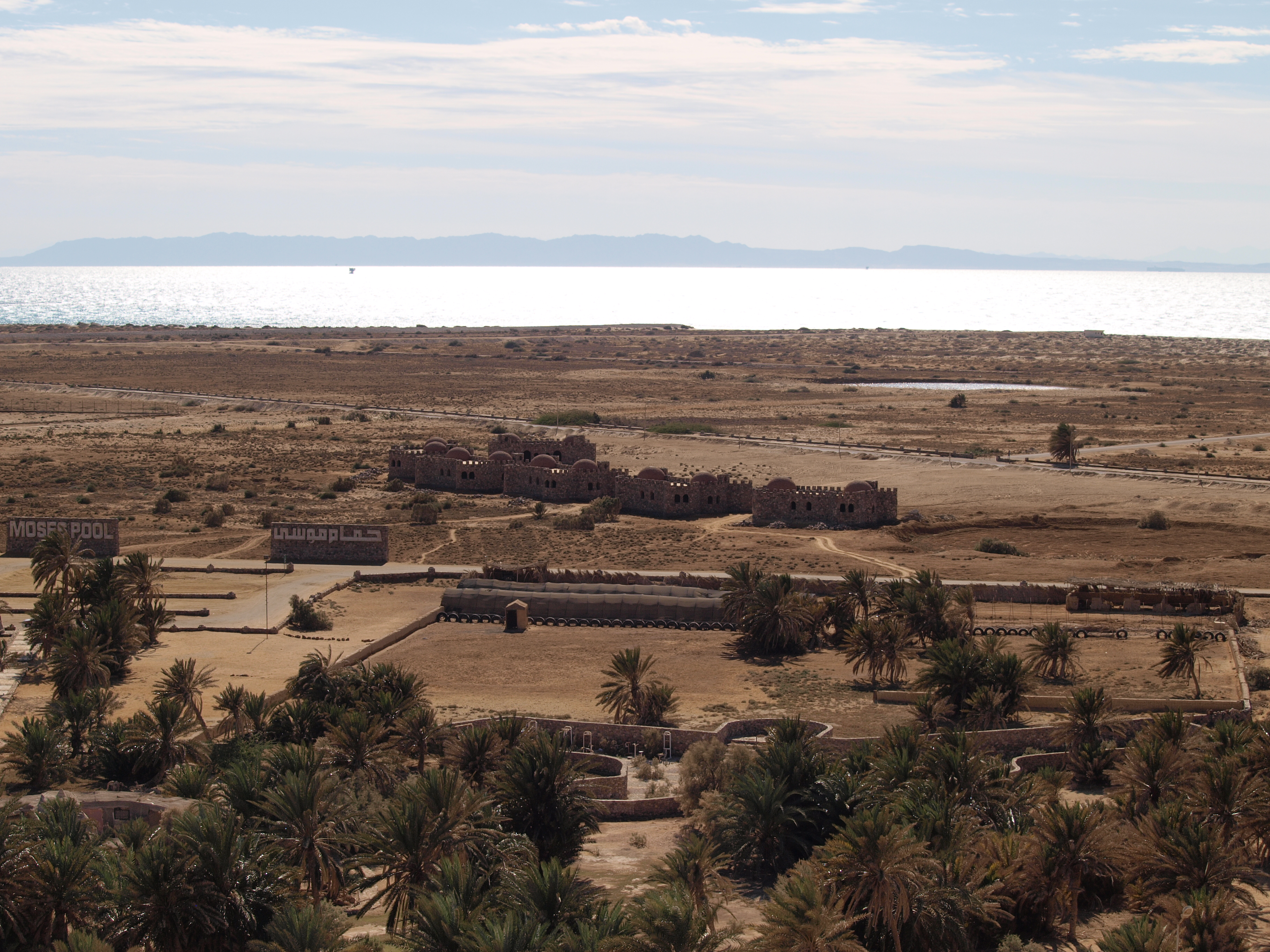

## وصلات خارجية
- سيناء حكايات ترويها الأحجار..وحقائق تكشفها الآثار  ، جريدة الأهرام في 22 مايو 2011